# Episodi di Star Trek: Strange New Worlds (seconda stagione)
La seconda stagione della serie televisiva Star Trek: Strange New Worlds, composta da 10 episodi, è stata pubblicata sul servizio di streaming on demand Paramount+ dal 15 giugno al 10 agosto 2023.
| nº | Titolo originale                   | Titolo italiano             | Pubblicazione  |
| -- | ---------------------------------- | --------------------------- | -------------- |
| 1  | The Broken Circle                  | Il circolo spezzato         | 15 giugno 2023 |
| 2  | Ad Astra Per Aspera                | Ad astra per aspera         | 22 giugno 2023 |
| 3  | Tomorrow and Tomorrow and Tomorrow | Domani e domani e domani    | 29 giugno 2023 |
| 4  | Among the Lotus Eaters             | Tra i mangiatori di loto    | 6 luglio 2023  |
| 5  | Charades                           | Sciarada                    | 13 luglio 2023 |
| 6  | Lost in Translation                | Lost in Translation         | 20 luglio 2023 |
| 7  | Those Old Scientists               | Tutti onorati scienziati    | 22 luglio 2023 |
| 8  | Under the Cloak of War             | Sotto la cappa della guerra | 27 luglio 2023 |
| 9  | Subspace Rhapsody                  | Rapsodia subspaziale        | 3 agosto 2023  |
| 10 | Hegemony                           | Egemonia                    | 10 agosto 2023 |

## Il circolo spezzato
- Titolo originale: The Broken Circle
- Diretto da: Chris Fisher
- Scritto da: Henry Alonso Myers e Akiva Goldsman[6]

### Trama
Data stellare 2369.2. Mentre l'Enterprise si trova ormeggiata sulla Stazione Uno per aggiornamenti, il capitano Chris Pike e la comandante Una Chin-Riley parlano via videochiamata della situazione dell'ex Primo Ufficiale, che si trova in stato di fermo per aver mentito sulla sua provenienza, trattandosi di un'Illyriana. Una vorrebbe dimettersi accettando un patteggiamento, ma Chris la persuade a non farlo e chiede una licenza di tre giorni per raggiungere un loro contatto che potrebbe scagionarla. Pike lascia il comando al tenente Spock che, non essendo ancora avvezzo al comando, reagisce con un leggero stress. 
Intanto la neo guardiamarina Uhura riceve un messaggio apparentemente senza senso, ma l'abile ufficiale alle comunicazioni lo decripta e vi trova un SOS di La'an Noonien-Singh. Spock riferisce la cosa a Robert April, ma il viceammiraglio non consente la missione di soccorso, essendo l'ufficiale capo della sicurezza dell'Enterprise in permesso. Spock non demorde e, con il consenso degli altri ufficiali di plancia, intende prendere la nave anche senza autorizzazione; la tenente Mitchell simula una perdita di refrigerante dal nucleo di curvatura, ma l'esperta comandante Pelia, un'ingegnera Lanthanitiana addetta agli aggiornamenti dell'Enterprise, non casca nell'inganno e smaschera il piano ma, essendo amica di Amanda Grayson, madre di Spock, suggerisce al Vulcaniano un modo infallibile per simulare un incidente alla nave, proponendosi nel frattempo nel ruolo vacante di Capo Ingegnere. 
Il comando della Stazione Uno ordina all'Enterprise di sganciarsi e allontanarsi a distanza di sicurezza. La nave però entra in curvatura e raggiunge Cajitar IV, un pianeta minerario vicino al territorio Klingon, dove Noonien-Singh racconta agli amici di aver scoperto un complotto fra ex soldati umani e klingon locali per ricominciare la guerra a scopo di profitto, vendendo il dilitio a entrambe le parti. Mentre Noonien-Singh incontra sotto copertura un Klingon e gli vende delle armi federali, M'Benga e Chapel, che stavano curando i genitori di Oriana, vengono catturati dai cospirazionisti, che si autodefiniscono "il Circolo Spezzato", e vengono portati in un'immensa grotta dove i cospirati stanno costruendo una finta nave federale. 
Portati in infermeria per curare dei Klingon avvelenati da radiazioni ionizzanti che possono provenire solo da dei siluri fotonici, i due capiscono che intendono usare la finta nave, di classe Crossfield, per scatenare la guerra con un'operazione di false flag. M'Benga inietta a sé stesso e a Chapel un composto stimolante che accelera il tempo di reazione e, dopo aver abbattuto diversi Klingon, i due riescono a farsi dire da uno di essi dove sia una stazione radio, da cui riescono a inviare un messaggio poco prima del decollo della nave, rimanendone imprigionati. Nel frattempo nel sistema arriva un incrociatore klingon di classe D7; la finta Crossfield trasmette il messaggio in codice Morse di M'Benga che invita l'Enterprise a distruggerla. Spock rimanda fino all'ultimo istante l'inevitabile, sperando di salvare i due compagni, ma alla fine ordina di fare fuoco poco prima che la finta classe Crossfield raggiunga il D7 klingon. Chapel e M'Benga però hanno trovato, nella camera di equilibrio in cui si trovavano, alcuni pezzi di una tuta ambientale con un trasponder e si sono lanciati nello spazio vuoto; vengono teletrasportati appena in tempo sull'Enterprise, dove Spock pratica il massaggio cardiaco all'infermiera e capisce di provare qualcosa per lei. 
Intanto il capitano D'Chock del D7 chiede spiegazioni e non accetta la versione di Spock, supponendo che il Vulcaniano abbia distrutto la nave fasulla per coprire delle macchinazioni federali, dicendo di ritenere una leggenda il fatto che i Vulcaniani non sappiano mentire e di voler guardare a quattr'occhi il facente funzioni di capitano dell'Enterprise. Spock rilancia proponendo una bevuta a base di vino di sangue: il Klingon, che ammira il coraggio, accetta e tutto finisce su Cajitar IV con una goliardica bevuta fra i due equipaggi. Il post sbornia è la punizione riservata a Spock dall'ammiraglio April, che non consegnerà il Vulcaniano per la sua insubordinazione a causa del successo della missione. Parlando con il commodoro Tafune, April fa intendere di aver ufficiosamente approvato la missione fin dall'inizio per evitare due fronti di guerra: sul monitor davanti ai due ufficiali di bandiera, infatti, compare un vascello gorn che sconfina.
- Guest star: Adrian Holmes (Robert April), Carol Kane (Pelia)
- Altri interpreti: Emma Ho (Oriana), Andrew Jackson (capitano D'Chock), Kyle Kass (Kr'Dogh), Noah Lamanna (capo Jay), Russel Yuen (commodoro Tafune)
- L'episodio è dedicato alla memoria di Nichelle Nichols, scomparsa nel 2022.[N 1]

## Ad astra per aspera
- Titolo originale: Ad Astra Per Aspera
- Diretto da: Valerie Weiss
- Scritto da: Dana Horgan

### Trama
Data stellare 2393.8. Pike si trova in un pianeta nella nebulosa Vaultera dove l'avvocata illyriana Neera Ketoul, ex amica di Una Chin-Riley, lo riceve dopo parecchie insistenze. Come tutti gli Illyriani, la legale nutre un profondo risentimendo nei confronti delle politiche xenofobe della Federazione nei loro confronti e non è propensa ad accettare il caso; Pike però le ricorda che le sue molte cause contro la Federazione sono state perse, e che difendendo Chin-Riley potrebbe vincerne una avendone vasta eco. Neera si reca quindi da Una: la donna accetta di difenderla nonostante l'evidente rancore per l'ex amica che, a suo modo di vedere, tradì il popolo illyriano per nascondersi nella Flotta. Il capitano Batel, che rappresenta l'accusa assieme al viceammiraglio Pasalk, chiede la condanna a vent'anni di reclusione. La difesa fa leva sul fatto che gli Illyriani non scelgono di nascere potenziati e che, per essere accettati, devono nascondere la loro provenienza, come lo faceva, in passato, chi non era allineato nell'amore, nella religione, nella politica; inoltre tutti i testimoni della difesa (Noonien-Singh, Spock e M'Benga) mostrano di avere una grandissima stima per la loro comandante. L'ammiraglio April, testimone dell'accusa, viene fatto cadere in contraddizione da Ketoul sul tema del rispetto delle leggi, al punto che la sua testimonianza viene annullata dalla corte. Nella sua deposizione, Chin-Riley racconta i suoi trascorsi: nella colonia federale della nebulosa Vaultera, i potenziati fedeli alle loro tradizioni furono discriminati e costretti a nascondersi mentre le praticavano, e chi era scoperto veniva arrestato, come accadde a un suo compagno di classe, Ivan Ketoul, cugino di Neera, causa del risentimento dell'avvocata nei confronti dell'amica: la famiglia Chin-Riley, infatti, scelse di vivere in una città non illyriana per sfuggire alle persecuzioni, dopo che la piccola Una si era fratturata una gamba e, temendo di essere scoperti, non poterono portarla in ospedale. Una confessa di essere stata lei stessa a denunciarsi anonimamente di essere Illyriana solo a causa della sua infinita fiducia nella Flotta stellare che, come aveva accolto tantissime persone di specie differenti, riteneva che avrebbe accolto anche lei. L'ammiraglio Pasalk però, essendo Vulcaniano, non è avvezzo ai sentimentalismi e accusa anche Pike di cospirazione per aver taciuto sulla vera identità del suo primo ufficiale. L'avvocata Ketoul, con una memorabile arringa difensiva, cita un articolo del codice della Flotta: chiunque sia perseguitato a causa di temi religiosi, politici e/o biologici va difeso dalla Flotta stellare e può richiedere asilo politico alla Federazione. Ketoul fa assolvere la sua assistita – che viene accolta da un commosso Pike e dal resto dell'equipaggio sull'Enterprise, dove riprende il suo ruolo di severo ufficiale esecutivo – e se ne va, conscia di aver aperto uno spiraglio nella ritrosia della Federazione a cambiare le leggi razziali nei confronti dei potenziati.
- Guest star: Yetide Badaki (Neera Ketoul), Melanie Scrofano (Marie Batel), Adrian Holmes (Robert April),
- Altri interpreti: Eugene Clark (Chiv, giudice vulcaniano), Graeme Somerville (Pasalk), David Benjamin Tomlinson (Zus Tlaggul, giudice tellarite), Nicky Guadagni (Javas, giudice terrestre), Anna Claire Beitel (Una ragazzina)

## Domani e domani e domani
- Titolo originale: Tomorrow and Tomorrow and Tomorrow
- Diretto da: Amanda M. Row[8]
- Scritto da: David Reed

### Trama
Data stellare 1581.2. Mentre La'an Noonien-Singh compie le sue routine di ufficiale capo della sicurezza dell'Enterprise, improvvisamente appare dal nulla un agente temporale morente che fa appena in tempo a consegnarle uno strano dispositivo dicendole frasi apparentemente sconnesse. Noonien-Singh si reca in plancia a riferire al capitano, ma al posto di Pike vi trova James T. Kirk, che non la riconosce, come non la riconoscono le ufficiali di plancia Uhura e Ortegas. In sala tattica, Kirk chiede spiegazioni: dalle parole del capitano, che parla non di Flotta stellare ma di Flotta della Terra unita, Noonien-Singh intuisce che la linea temporale sia cambiata e che loro debbano sistemare le cose. Cercando di prenderle il dispositivo temporale, Jim Kirk preme per errore un pulsante e i due si ritrovano nella Toronto del 2022. Dopo essersi procurati vestiti e denaro dell'epoca, i due si mettono a indagare sulla base delle ultime parole dell'agente temporale, riguardanti un ponte. Il giorno dopo, un viadotto viene distrutto da un'espolsione: recatisi sul posto, i due (che si accorgono di essere reciprocamente attratti) notano fra i detriti delle chiare tracce di un'arma a fotoni, impossibile all'epoca, detriti che vengono caricati su un furgone. Rubata un'auto e messisi all'inseguimento, vengono fermati dalla polizia, ma sono liberati grazie a una fotografa di nome Sera che spaccia Kirk per un noto avvocato di diritti civili. Sera rivela loro che anche lei era sulle tracce del furgone, e che si occupa di disastri e avvenimenti, come l'incidente di Chernobyl e l'assassinio di Kennedy, secondo lei causati da una cospirazione che mira a non far evolvere la razza umana: in una delle foto sul tablet della ragazza, Jim nota uno sparviero romulano fotografato da un astrofilo. Kirk sa che, nella sua timeline, il reattore a fusione fredda nominato da Sera verrà distrutto (cosa che Noonien-Singh non ricorda, quindi è quello l'evento che cambierà la storia), ma ignora dove si trovi: servirebbe un tricorder per rilevarlo, o un ingegnere per costruirlo, e a questo punto La'an si ricorda chi potrebbe aiutarli: si tratta di Pelia che, secondo la versione ufficiale, nel XXI secolo lavorava un centro archeologico nel vicino Vermont; in realtà, l'astuta Lanthanitiana non era un'archeologa bensì una razziatrice di reperti archeologici e opere d'arte, e neppure era un'ingegnera: sentendo parlare di reattore nucleare, dà loro un orologio sensibile al trizio, con cui diviene luminescente, grazie al quale trovano il reattore, che si trova all'Istituto Noonien Singh: qui La'an capisce che il motivo per cui è stata scelta per la missione è il suo retaggio, ma soprattutto perché le sue impronte molecolari vengono riconosciute dal sistema di sicurezza dell'istituto. Vengono raggiunti da Sera, che si rivela in realtà essere una terrorista temporale romulana incaricata di ritardare il più possibile l'evoluzione dei Terrestri: le cose che aveva raccontato loro erano dunque autentiche. La donna uccide Jim e, tenendo La'an sotto tiro, s'introduce nell'istituto, dove rivela che il suo scopo non è più distruggere il reattore ma uccidere un bambino lì presente, Khan: senza il futuro sanguinario tiranno, infatti, non ci sarebbero state le guerre eugenetiche e l'Umanità non avrebbe conosciuto un nuovo Illuminismo. La'an riesce a uccidere Sera e rassicura il piccolo, prima di tornare nel suo tempo, dove concede a Pelia di tenere a bordo la sua imponente collezione di antichità. Nei suoi alloggi riceve la visita di Ymalay, un'altra agente temporale, a cui restituisce il dispositivo, e poi videochiama con una scusa di lavoro il tenente Kirk, che ovviamente non l'ha mai vista. Infine scoppia in lacrime, avendo, per la prima volta nella sua vita, provato dei sentimenti per qualcuno.
- Guest star: Paul Wesley (James T. Kirk), Carol Kane (Pelia), Adelaide Kane (Sera)
- Altri interpreti: Christopher Wyllie (agente temporale), Desmond Sivan (Khan, bambino), Allison Wilson-Forbes (Ymalay), Luke Marty (poliziotto), Sean Meldrum (cadetto denobulano[N 3])

## Tra i mangiatori di loto
- Titolo originale: Among the Lotus Eaters
- Scritto da: Kirsten Beyer e Davy Perez
- Diretto da: Eduardo Sánchez

### Trama
Data stellare 1630.1. L'Enterprise è mandata in missione sul pianeta Rigel VII, già visitato da Pike cinque anni prima, poiché i Kalariani hanno creato in un castello un giardino con la forma perfetta del delta federale: Pike e i suoi vengono inviati in loco per bonificare il pianeta da ogni contaminazione tecnologica da loro lasciata nella precedente visita. Giunti sul posto, il capitano, Noonien-Singh e M'Benga vengono colti da acufene e da leggere amnesie; subito dopo vengono intercettati dalle guardie del castello, armate con phaser della Flotta stellare: quelli abbandonati nella precedente missione. Il delta federale è presente ovunque; all'interno del castello li accoglie Zac Nguyen, uno dei tre dispersi nella visita precedente, che era sopravvissuto e, approfittando della tecnologia federale, era facilmente riuscito a divenire una sorta di sovrano. Accecato dall'odio, ritenendo che Pike lo avesse abbandonato, imprigiona i tre in una gabbia all'esterno del castello, dove in poco tempo perdono la memoria esplicita, mantenendo quella implicita. Il pianeta è infatti permeato da una particolare radiazione causata dall'impatto di uno degli asteroidi che gli orbitano attorno: tale radiazione causa la perdita della memoria, e il castello è l'unico luogo da essa schermato. Anche l'equipaggio dell'Enterprise è colpito dalla disfunzione: Spock, ritenendo che il problema dipenda da Rigel VII, suggerisce di spostare la nave nel campo di asteoridi, ignorando che proprio essi siano l'origine della radiazione. L'equipaggio perde così ogni ricordo esplicito e la nave è lasciata alla deriva in balia degli asteroidi, ma la tenente Ortegas, interagendo con il computer di bordo, riesce a convincersi di essere la pilota e porta in salvo il vascello. Nel frattempo, sul pianeta, Pike e gli altri, portati ai lavori forzati, si ribellano e vengono aiutati da un indigeno, Luq, che spiega loro come essi vivano senza memoria, utilizzando tatuaggi e altri metodi per mantenere un'identità. Noonien-Singh purtroppo rimane gravemente ferita nello scontro con le guardie, e Pike e M'Benga, pur non ricordando chi siano, ma essendo coscienti di non far parte di quel mondo, tentano l'assalto al castello per poterla salvare. Giunto facilmente a tu per tu con Nguyen, Pike lo percuote per farsi restituire i ricordi, cosa che ovviamente l'ex attendente non può fare: quando il capitano recupera la memoria grazie alla protezione del castello, si scusa con lui per averlo abbandonato e lo pone agli arresti. Risaliti sull'Enterprise, protetta dalle radiazioni grazie a un nuovo scudo armonico ideato da Spock, Pike ordina di estrarre l'asteroide radioattivo dalla superficie del pianeta, cosa che non vìola la prima direttiva federale ma, anzi, ripristina il decorso storico naturale dei Kalariani.
- Guest star: Reed Birney (Luq), David Huynh (Zac Nguyen)
- Altri interpreti: Emeka Menakaya (Tiko), Simon Northwood (Rak)
- L'episodio fa chiaro riferimento a un avvenimento accaduto a Christopher Pike nel 2254, prima degli avvenimenti dell'episodio pilota Lo zoo di Talos e che viene citato nell'episodio, ragion per cui lo stesso Spock si vede zoppicare per le ferite subite su Rigel VII.[12] Memore di ciò, Pike soffre a lungo di sensi di colpa e i Talosiani, una volta fattolo prigioniero, approfittano di questa sua memoria per produrgli un'illusione in cui combatte contro un Kalariano per liberare Vina, sua prigioniera.[13]
- Il titolo dell'episodio richiama il celebre episodio dell'Odissea in cui Ulisse sbarcava in un'isola i cui abitanti, i Lotofagi, soffrivano di amnesie.

## Sciarada
- Titolo originale: Charades
- Diretto da: Jordan Canning
- Scritto da: Kathryn Lyn e Henry Alonso Myers

### Trama
Data stellare 1789.3. L'Enterprise si trova nei pressi del sistema vulcaniano per indagare su un'anomalia gravitazionale apparsa su una luna del pianeta Kerkhov, luna che milioni di anni prima fu abitata da un'avanzatissima civiltà scomparsa nel nulla. Il capitano Pike ordina che la nave proceda a bassissima velocità, il che dà modo all'equipaggio di avere parecchio tempo libero e di svolgere numerose attività di svago. Unico a non godersi il momento è Spock poiché a breve dovrà partecipare a una cena rituale con i suoceri per ufficializzare il suo fidanzamento con T'Pring. Assieme a Chapel, che recentemente ha inoltrato richiesta all'Accademia delle Scienze vulcaniana per l'accesso all'internato di specializzazione in archeologia medica, viene mandato a indagare sull'anomalia: la vicinanza a quest'ultima causa però un incidente. Risvegliatosi in infermeria, Spock si ritrova privato della sua parte vulcaniana, rimanendo umano al 100%: l'anomalia in realtà è un tunnel di trasporto contenente un dispositivo di riparazione lasciato dagli antichi Kerkhoviani che, attivatosi per qualche motivo dopo milioni di anni, analizzando i due, ha ritenuto che Spock fosse imperfetto e lo ha quindi reso, a suo modo di vedere, perfetto come l'infermiera. Disperato, Spock cerca in tutti i modi di rimandare la cena, ma dopo qualche tempo giunge sull'Enterprise sua madre Amanda Grayson che, nonostante il berretto indossato dal figlio, mangia la foglia. Con l'aiuto di Pike e delle ufficiali della nave, lo Spock umano tenta in tutti i modi di simulare un Vulcaniano, con scarsi risultati. Nel frattempo, M'Benga e Chapel cercano di sintetizzare una cura, ma la tecnologia dei tempi è troppo primitiva; Christine infine chiede l'aiuto di Ortegas e Uhura: le tre si recano nei pressi del trasportatore kerkhoviano, riuscendo a entrarvi grazie all'abilità della timoniera. Qui scoprono che i Kerkhoviani si erano talmente evoluti da essere trascesi a un livello ultradimensionale: interagendo con i Kerkhoviani ivi presenti (delle forme senzienti di pura energia), Chapel riesce a convincerli del loro errore, ottenendo così un rimedio. L'infermiera giunge con la cura appena prima della fine della cena rituale, dove – nonostante i vani tentativi di Sevet, padre di T'Pring, di alleggerire l'atmosfera – Pike e Grayson, unici Umani presenti, vengono continuamente umiliati da T'Pril, madre di T'Pring, che, come tutti i Vulcaniani, considera inferiori gli Umani. Nondimeno, il rituale è considerato accettabile dall'astiosa Vulcaniana, ma dopo l'ennesima offesa alla madre, Spock confessa alla fidanzata e ai suoceri della sua temporanea disfunzione: è stato dunque un Umano a passare il difficile rituale vulcaniano, massimo smacco per T'Pril e massimo gaio per Amanda, lodata dal figlio per essere rimasta su Vulcano, nonostante l'aperta ostilità degli indigeni, unicamente per lui. T'Pring però, risentita dal fatto di essere stata l'unica a non essere stata messa al corrente dello stato di Spock, interrompe il fidanzamento. La domanda di internato di Chapel viene respinta dal professor Durik, ma l'acuta infermiera ha modo di rivalersi non condividendo con l'Accademia delle Scienze vulcaniana le sue scoperte sulla tecnologia medica kerkhoviana. Spock e Christine possono infine liberare i loro reciproci sentimenti.
- Guest star: Mia Kirshner (Amanda Grayson), Michael Benyaer (Sevet), Dan Jeannotte (George Samuel Kirk), Ellora Patnaik (T'Pril), Gia Sandhu (T'Pring)
- Altri interpreti: Ryan Taerk (Durik)
- Nella maggior parte di questo episodio, l'attore Ethan Peck recita senza trucco prostetico. L'espediente era già stato usato in altre serie del franchise, ad esempio nell'episodio Su'Kal della serie Discovery e nell'episodio Lontano, oltre le stelle della serie Deep Space Nine.

## Lost in Translation
- Titolo originale: Lost in Translation
- Diretto da: Dan Liu
- Scritto da: Onitra Johnson e David Reed

### Trama
Data stellare 2394.8. L'Enterprise raggiunge la Farragut nella nebulosa Bannon, dove la Flotta stellare ha costruito una raffineria per raccogliere deuterio che, per cause imprecisate, non è stata ancora attivata. La comandante Chin-Riley e l'ingegnere capo Pelia, che non vanno per niente d'accordo, vengono quindi inviate sulla raffineria per cercare di risolvere i problemi, mentre Uhura, che ha creduto di sentire uno strano segnale, effettua delle diagnosi sui sistemi di comunicazione seguendo delle registrazioni che le aveva lasciato Hemmer. La giovane guardiamarina soffre via via di allucinazioni sempre più spaventose: dalla tragica morte dei genitori allo "zombi" di Hemmer. M'Benga ritiene che soffra di avvelenamento da deuterio e le ordina di riposare, ma Uhura, non riuscendo a dormire, si reca al bar, dove fa la conoscenza del tenente Kirk, prossimo alla promozione a Primo Ufficiale della Farragut, che subito dopo, mentre ha un'allucinazione, colpisce. Intanto Pelia scopre che la raffineria è stata sabotata: assieme a Chin-Riley scova un ufficiale in stato confusionale, Saul Ramon, che sembra soffrire delle stesse allucinazioni di Uhura, ma in maniera più grave; portato sull'Enterprise, ferisce M'Benga e fugge dall'infermeria. Pike, Kirk, Noonien-Singh e Uhura si mettono sulle sue tracce: viene trovato dall'ufficiale alle comunicazioni su una gondola, mentre tenta di sabotarla: Kirk la porta via appena in tempo prima che una devastante esplosione uccida Ramon e danneggi la nave. Uhura si confida con Kirk, rivelandogli il suo dolore per la morte dei genitori prima e di Hemmer poi; guardando le registrazioni lasciatele dall'ingegnere, intuisce che le allucinazioni e il ronzio che sente sono dei messaggi di soccorso di una qualche forma di vita legata al deuterio che le stanno causando danni alle aree cerebrali legate al linguaggio, e che avevano danneggiato irrimediabilmente quelle del tenente Ramon: la raffineria sta uccidendo questi esseri e Ramon aveva tentato di salvarli. Si reca quindi da Pike e lo convince a distruggerla: immediatamente le appare un'allucinazione di Hemmer che annuisce e le sorride. Nel frattempo, i dissidi fra Chin-Riley e Pelia si placano: l'ingegnera era stata professoressa di Una all'Accademia, non risparmiandole cattivi voti, ma il Primo Ufficiale si accorge che l'equipaggio, lei compresa, sfoga ingiustamente su Pelia la dolorosa perdita di Hemmer. Intanto, nel bar di prora, Uhura presenta Kirk a Spock.
- Guest star: Paul Wesley (James T. Kirk), Bruce Horak (Hemmer), Dan Jeannotte (Sam Kirk), Michael Reventar (Saul Ramon)
- In questo episodio, poco prima di incontrare Kirk, Pike è promosso al grado di Capitano di Flotta, a suo dire momentaneamente: l'evento sarà menzionato da Kirk stesso nell'episodio della serie classica L'ammutinamento.
- Il nome della nebulosa è un omaggio all'attrice Melissa Navia, interprete della tenente Ortegas, che qualche tempo prima ha perso il compagno Brian Bannon.[14]

## Tutti onorati scienziati
- Titolo originale: Those Old Scientist
- Diretto da: Jonathan Frakes
- Scritto da: Kathryn Lyn e Bill Wolkoff

### Trama
Data stellare 58460.1 (2381). La nave USS Cerritos giunge sul pianeta Krulmuth-B, ove si trova un portale temporale scoperto più di un secolo prima dall'Enterprise del capitano Pike. Quattro guardiamarina dei "ponti bassi" – Mariner, Boimler, Tendi e Rutherford – vengono inviati in esplorazione: Tendi, che è un'Orioniana, afferma che il portale fu scoperto dalla sua specie prima di Pike, mentre Rutherford rileva tracce di horonium sul portale che, improvvisamente, si attiva e risucchia Boimler.
Data stellare 2291.6 (2259). Chin-Riley, Spock e Noonien-Singh hanno appena scoperto il portale su Krulmuth-B, quando improvvisamente ne esce Boimler. L'equipaggio dell'Enterprise deve gestire la presenza del guardiamarina, che potrebbe alterare la linea temporale, e l'arrivo sulla scena di un vascello orioniano, il D'Var: Pike, conscio delle scorrerie dei pirati di quella specie, ordina di preparare le armi, ma Boimler, che sa che sul vascello orioniano è presente la bisnonna di Tendi, lo dissuade. Gli Orioniani, approfittando dell'esitazione di Pike, rubano il portale e fuggono. Grazie ad alcune modifiche effettuate da Boimler alla consolle di navigazione, l'Enterprise raggiunge la D'Var: il capitano orioniano Caras accetta di restituire il portale in cambio del grano speciale trasportato dal vascello federale, grano che era destinato ai coloni di Setlik II; la linea temporale è così cambiata. Riportato il portale su Krulmuth-B, Boimler si appresta a far rientro nella sua epoca, ma improvvisamente ne spunta Mariner, che si era recata in soccorso dell'amico, disattivando definitivamente il dispositivo, che ha terminato la scorta di horonium. Un rassegnato Pike porta i due sull'Enterprise, dove Mariner si offre di aiutare Uhura a decifrare i glifi del portale e Spock accetta l'aiuto di Boimler per sintetizzare l'horonium: entrambi i tentativi non portano progressi, e così i due guardiamarina cercano di rubare una navetta per poter portare il grano ai coloni, ripristinando la linea temporale, ma vengono scoperti. Parlando con Pike, Boimler intuisce dove trovare l'horonium: le prime navi della Flotta, fra le quali la prima Enterprise NX-01, utilizzavano leghe di questo materiale nello scafo, e l'Enterprise NCC-1701 è costruita partendo dalla NX-01, per cui l'elemento è presente a bordo. Al portale trovano Caras: il capitano aveva ricevuto il messaggio non autorizzato di Boimler e, dopo aver ascoltato la loro storia, si convince a restituire il grano, commosso dal fatto che in futuro gli Orioniani sarebbero stati considerati dei veri scienziati: Pike gli lascia anche il merito della scoperta del portale. Mariner e Boimler tornano così nella loro epoca.
Nell'alloggio del capitano, gli ufficiali dell'Enterprise brindano al lieto fine con un cocktail orioniano che Mariner aveva lasciato loro, cocktail che – a loro dire – li fa sentire «bidimensionali e con gli occhi enormi».
- Guest star: Tawny Newsome (Beckett Mariner), Jack Quaid (Brad Boimler), Noël Wells (D'Vana Tendi), Eugene Cordero (Samanthan Rutherford), Greg Bryk (Harr Caras)
- Le iniziali del titolo originale di questa puntata, “TOS”, richiamano l'acronimo con cui il fandom del franchise appella la serie televisiva originale, dall'inglese The Original Series:[15] nella puntata Nessuna piccola parte della serie animata Lower Decks, il comandante Ransom afferma che si usa chiamare l'epoca di metà XXIII secolo come l'“era TOS”, ossia l'era di those old scientists (tradotto letteralmente sarebbe "quei vecchi scienziati", ma nel doppiaggio italiano, per mantenere l'acronimo, viene utilizzato "tutti onorati scienziati" o anche "tremendamente obsoleti scienziati").[16]
- I titoli di testa di quest'episodio sono un'animazione identica all'originale ma con alcuni inserimenti ironici riferiti alla serie animata Lower Decks; anche l'ultima scena della puntata è un'animazione in cui compaiono tutti i protagonisti in stile Lower Decks, completando il crossover fra le due serie.
- L'episodio ha riaperto il dibattito nel fandom sulla canonicità o meno della serie animata "classica", i cui personaggi ed eventi sono stati citati e ripresi parecchie volte nella serie Lower Decks.[17]

## Sotto la cappa della guerra
- Titolo originale: Under the Cloak of War
- Diretto da: Jeff W. Byrd[18]
- Scritto da: Davy Perez

### Trama
Data stellare 1875.4. L’Enterprise si trova sul sistema Prospero, dove dalla USS Kelcie Mae accoglie a bordo l'ambasciatore della Federazione Dak'Rah, che ha appena mediato la pace fra tre pianeti del sistema. Dak'Rah è un ex generale klingon che aveva combattuto nella guerra fra la Federazione e il suo popolo, iniziata e rapidamente conclusasi qualche tempo prima. L'arrivo dell'ambasciatore scombussola i membri dell'equipaggio che avevano partecipato attivamente alle ostilità, in particolare Ortegas e soprattutto M'Benga e Chapel che, durante il conflitto, prestavano servizio su una luna del pianeta J'gal, teatro di sanguinose battaglie. I due ufficiali medici, infatti, erano di stanza in un campo medico sulla luna, dove videro ogni sorta di atrocità e di che crudeltà fossero capaci i Klingon in guerra: essi arrivarono addirittura a massacrare i bambini della vicina colonia Athos. All'ex generale venne dato l'appellativo di “macellaio di J'gal” per aver ordinato l'uccisione di tutti i civili (anche klingon) e ucciso egli stesso i suoi collaboratori più fidati con lo scopo, a suo dire, di far terminare ogni atrocità. Per stemperare la tensione, il capitano Pike organizza una cena a cui malvolentieri partecipano Ortegas, che lascia anzitempo la tavola, M'benga e Chapel, i cui fantasmi del passato riemergono implacabili, nonostante Dak'Rah cerchi in tutti i modi di mostrarsi pentito delle sue azioni. 
Durante il servizio medico su J'gal, a M'Benga, che era pure un formidabile combattente corpo a corpo, fu chiesto di unirsi alle forze speciali della Flotta, ma inizialmente il medico rifiutò per etica. Dopo aver verificato di persona il massacro dei bambini, M'Benga si iniettò un composto a base di ormoni che aumenta le capacità e le percezioni (chiamato dalla Flotta “protocollo 12”, che ha recentemente usato anche contro il Circolo Spezzato), penetrò nel centro di comando klingon e uccise i collaboratori di Dak'Rah che proteggevano la sua fuga, smentendo la versione dell'ex generale che, oltre che spietato assassino, si era rivelato un codardo.
L'ambasciatore tenta in tutti i modi di convincerlo ad aiutarlo a trasmettere il suo messaggio di pace, ma M'Benga rifiuta, non accettando il presunto pentimento dell'ex generale; dopo le decise insistenze di quest'ultimo, M'Benga lo uccide con lo stesso pugnale che aveva usato per uccidere i suoi collaboratori. Chapel, che ha assistito alla lite, testimonia a favore del medico, che confida infine al capitano Pike di essere felice per la morte dell'ex aguzzino. 
- Guest star: Robert Wisdom (Dak'Rah), Clint Howard (Buck Martínez)
- Altri interpreti: Saida Ali (Jix), Ryan Allen (Polk), Kyle Gatehouse (ten. Va'Al Trask), Jose Gutiérrez (guardiamarina Alvarado), Brendan Jeffers (guardiamarina Inman), Vanessa Smythe (Harper)
- L'attore Clint Howard, fratello del più celebre Ron, è un "veterano" di Star Trek. La sua prima apparizione nel franchise risale infatti alla serie classica, quando interpretò l'alieno Balok nell'episodio L'espediente della carbonite (The Corbomite Maneuver) del 1966, quando aveva appena 7 anni.

## Rapsodia subspaziale
- Titolo originale: Subspace Rhapsody
- Diretto da: Dermott Downs
- Scritto da: Dana Horgan e Bill Wolkoff

### Trama
Data stellare 2398.3. L'Enterprise si trova nei pressi di una piega subspaziale che, secondo Spock, potrebbe ridurre notevolmente il tempo delle trasmissioni. Dopo aver tentato inutilmente di inviare dei messaggi attraverso la piega, Uhura invia un messaggio musicale: l'anomalia subspaziale reagisce con un'onda energetica che si propaga in tutto il settore, inclusa parte dei territori Klingon. Improvvisamente, dagli altoparlanti della nave si propaga della musica e Spock inizia a comunicare cantando di fronte alle attonite Uhura e Pelia; nel resto della nave, anche gli altri ufficiali iniziano a cantare la stessa melodia, come se l'intero equipaggio si trovasse all'interno di un musical.
Nella task-force successiva, Spock ipotizza che la canzone inviata alla piega abbia creato un campo di indeterminazione quantistica: in una delle illimitate realtà possibili, le persone comunicano cantando e, attraverso le comunicazioni subspaziali, il campo si espande a tutta la Flotta. Spock e Uhura tentano di rimediare utilizzando il compensatore Heisenberg e gli scudi, ma peggiorano la situazione.
Nel frattempo, vari membri dell'equipaggio sono alle prese con situazioni personali che la musica spinge a rendere pubbliche. Noonien-Singh combatte contro i suoi sentimenti verso il tenente James Kirk, giunto a bordo dell'Enterprise per un tirocinio con la comandante Chin-Riley in vista della sua nomina a Primo Ufficiale della Farragut; La'an riesce a esternare i propri sentimenti a James prima che sia costretta a farlo cantando, scoprendo che l'ufficiale ha già una compagna, Carol, incinta. Kirk riceve da Una preziosi suggerimenti (cantati) sul comando di una nave. Pike rivela a Batel, cantando di fronte agli altri imbarazzati ufficiali di plancia, la sua riluttanza per una vacanza. Chapel, che ha vinto una borsa di studio presso la scuola del dottor Roger Korby, non sa come dirlo a Spock, e infine glielo rivela di fronte a tutti cantando e ballando al bar.
Dopo estenuanti ricerche, Uhura e Spock scoprono che i canti producono un piccolo livello di energia e che, raggiunto un certo limite, il campo dovrebbe teoricamente dissolversi. Nel frattempo giungono tre incrociatori klingon decisi ad aprire il fuoco contro l'anomalia, cosa che avrebbe conseguenze catastrofiche: ma anch'essi sono costretti a cantare assieme all'equipaggio dell'Enterprise e tutti assieme riescono giusto in tempo a far chiudere la piega, facendo tornare infine tutto alla normalità.
- Guest star: Bruce Horak (Garkog), Paul Wesley (James T. Kirk), Melanie Scrofano (Marie Batel), Dan Jeannotte (Sam Kirk)
- Come precedentemente annunciato da Paramount+,[19] l'episodio è strutturato come un musical, alternando dialoghi in prosa a dialoghi cantati. Gli attori hanno interpretato personalmente i brani, composti da Kay Hanley e Tom Polce, membri del gruppo Letters to Cleo.[20][N 6] I titoli di testa di questo episodio sono interpretati a cappella.
- Nell'episodio l'infermiera Christine Chapel riceve conferma di partecipazione al corso del dottor Roger Korby, dopodiché decide di chiudere la relazione con Spock. La partecipazione al corso, che porterà a una liason tra Chapel e Korby, viene menzionata come antefatto nell'episodio della serie classica Gli androidi del dottor Korby (What Are Little Girls Made Of? , 1966).[22][21]
- Nell'episodio compare anche un riferimento alla relazione intercorsa tra il futuro capitano James T. Kirk e la dottoressa Carol Marcus: Kirk afferma infatti che Marcus è incinta. I due avranno il figlio David Marcus, che Kirk non conoscerà mai fino al 2285, come narrato nel film Star Trek II - L'ira di Khan (Star Trek II: The Wrath of Khan, 1982).[21] David infine morirà per mano di un Klingon nel film successivo, Star Trek III - Alla ricerca di Spock (Star Trek II: The Search for Spock, 1984).

## Egemonia
- Titolo originale: Hegemony
- Diretto da: Maja Vrvilo
- Scritto da: Henry Alonso Myers

### Trama
Data stellare 2344.2. L'infermiera Chapel, diretta al suo internato col dottor Korby, è ospite della Cayuga del capitano Batel; la nave si trova sulla colonia del pianeta Parnassus Beta che, pur abitato da Terrestri, si trova al di fuori dei confini federali. Improvvisamente irrompe un gigantesco vascello gorn che distrugge la Cayuga e invade il pianeta.
L'Enterpise accorre sul posto, ma ogni comunicazione e il teletrasporto sono ostacolati da un campo di inibizione dei Gorn. Pike ha ordini di non interferire; assieme a M'Benga, Ortegas, Sam Kirk e Noonien-Singh riesce ad atterrare sul pianeta fingendo che la navetta sia un detrito ed evitando così le navi gorn; la Flotta aveva precedentemente dotato le proprie navi di phaser e tricorder adattati a uccidere e rintracciare i Gorn. Rintracciano i sopravvissuti della colonia e della Cayuga, fra i quali Batel e Scott, un sottotenente ingegnere che era miracolosamente scampato a un precedente attacco gorn alla nave scientifica Stardiver, su cui era in servizio, grazie a un trasmettitore  da lui inventato che lo ha reso invisibile ai Gorn. Assieme a Pike e Batel si reca nella navetta su cui aveva installato il dispositivo; qui vengono raggiunti da un cucciolo gorn che, incredibilmente, non li attacca: dopo le insistenze di Pike, Batel ammette di essere infetta dalle letali uova aliene.
Nel frattempo sull'Enterprise, Pelia e Uhura scoprono che sul pianeta è presente un dispositivo da cui si irradia il campo inibitore. Assieme a Spock e Chin-Riley elaborano un piano: far precipitare la sezione a disco della Cayuga, parzialmente integra, per distruggere il dispositivo. Spock si reca in attività extraveicolare sulla superficie della Cayuga per piazzare dei retrorazzi con cui far muovere il relitto, ma viene attaccato da un Gorn adulto che era precedentemente penetrato nella nave. Grazie all'aiuto inaspettato di Chapel, che era miracolosamente sopravvissuta sul relitto, Spock uccide l'alieno e l'antenna gorn viene infine distrutta.
I sopravvissuti vengono teletrasportati sull'Enterprise e Batel viene messa in stasi per evitare che le uova si schiudano, mentre Scott viene dirottato in sala macchine per cercare di installare il suo dispositivo all'Enterprise. Parte dei sopravvissuti, e con loro Noonien-Singh, M'Benga e Kirk, vengono però trasportati dai Gorn sui loro vascelli e l'Enterprise viene posta sotto attacco. L'ammiraglio April ordina la ritirata: Pike non può rispondere al fuoco per non uccidere i compagni rapiti ma contemporaneamente non vuole fuggire e abbandonarli. L'equipaggio attende i suoi ordini.
- Guest star: Melanie Scrofano (Marie Batel), Dan Jeannotte (Sam Kirk), Martin Quinn (Montgomery Scott), Adrian Holmes (Robert April)
- Altri interpreti: Matt Jensen (guardiamarina Appel), Noah Lamanna (capo Jay)